# 本田紗来
本田 紗来（ほんだ さら、英語: Sara Honda, 2007年4月4日 - ）は、日本の女優（元子役）、タレント、モデル、YouTuber、フィギュアスケート選手（女子シングル）。京都府京都市伏見区出身。オスカープロモーション所属。
実姉には、タレント・フィギュアスケート選手の本田真凜（次姉）・本田望結（三姉）と、実兄は元フィギュアスケーターの本田太一が居る。

## 経歴
姉の真凜・望結と共にオスカープロモーションに所属。2人の姉と同様にフィギュアスケート選手としても活躍しており、2016年の全日本ノービス選手権Bで4位につけ、2017年の同選手権では優勝を果たす。2019年、チャレンジカップ（ハーグ）のアドバンスド・ノービス女子で国際大会初優勝。
EQWELチャイルドアカデミー（旧・七田チャイルドアカデミー）卒業生。姉の真凜と望結の出身アカデミーでもある。なお、真凜および望結の入学当初は自宅に近い六地蔵教室は未開校であったため、真凜と望結は伏見の中心地である伏見桃山教室に通い、六地蔵教室の開校と同時に転学したが、紗来の入学の時期には既に六地蔵教室が開校していたため、紗来は最初から六地蔵教室に通っていた。
2016年1月のハウス食品「フルーチェ」とJR西日本のホーム安全啓発の両方でのCMでの姉・望結との初共演を皮切りに、同年6月にはエディオンのCMでも望結・徳井義実（チュートリアル）と共演する。
2017年8月25日にアニメ映画『くまのがっこう&ふうせんいぬティニー』で初めて声優として出演した。また同映画の主題歌である横山だいすけ「さよならだよ、ミスター」のコーラスに参加した。
同年8月、姉の真凜・望結と共に読売新聞のアンバサダーに就任した。この時、紗来は望結の他、もう1人の姉である真凜とも初めて共演し、CMで三姉妹の共演が実現した。
2019年9月、幼少期から師事して来た濱田美栄の元を離れ、メインコーチを姉の真凜も指導するラファエル・アルトゥニアンに、日本国内でのコーチを本田武史に変更した。

## 主な戦績
| 国際大会             | 国際大会 | 国際大会 | 国際大会 | 国際大会 | 国際大会 | 国際大会 | 国際大会 |
| 大会/年              | 2016-17  | 2017-18  | 2018-19  | 2019-20  |          |          |          |
| -------------------- | -------- | -------- | -------- | -------- | -------- | -------- | -------- |
| チャレンジ杯         |          |          | 1 N      |          |          |          |          |
| アジアフィギュア杯   |          |          | 2 N      |          |          |          |          |
| 国内大会             |          |          |          |          |          |          |          |
| 全日本ノービス選手権 | 4 B      | 1 B      | 2 A      | 4 A      |          |          |          |
| 近畿選手権           | 1 B      | 1 B      | 1 A      | 3 A      |          |          |          |

- A - Aクラス
- B - Bクラス

## 出演

### 映画
- くまのがっこう&ふうせんいぬティニー（2017年8月25日） - トリィ 役

特別番組　
- 逃走中　(2021年4月4日、フジテレビ)

バラエティ
NHK-Eテレ『漢字ふむふむ』（2024年）

### CM
- ハウス食品「フルーチェ」（2016年）
- EQWELチャイルドアカデミー「0歳からの幼児教室」（2016年）
- JR西日本
  - 「ホーム転落防止キャンペーン」（2016年） - 望結との共演
  - 「夏期のホーム転落防止キャンペーン」（2017年） - 望結との共演
- ブルボン
  - 「ゼリーシリーズ」（2017年）
  - 「プチシリーズ」（2018年）
- エディオン 企業CM（2017年「安さ強烈 夏特価!」- ） - 望結との共演
- 読売新聞（2017年） - 真凛・望結との共演
- 福井県ブランド米「いちほまれ」（2021年） - 望結との共演[8]

## 書籍

### 雑誌連載
- Ray（2025年6月号 - 、主婦と生活社） - 専属モデル[9]

## 受賞歴
- 2015年 - 第12回万年筆ベストコーディネイト賞「次世代部門」受賞